# Javier Portillo Martínez
Javier Arnaldo Portillo Martínez (Morolica, Honduras, 10 de junio de 1981) es un exfutbolista hondureño. Jugaba como lateral izquierdo.

## Trayectoria
Durante su infancia solamente jugó al fútbol en torneos barriales y colegiales, nunca perteneció a las categorías inferiores de ningún club y hasta los 22 años se dedicó únicamente a la agricultura.
En 2005 fue llevado a jugar al Municipal Valencia (en ese entonces de la Liga Nacional de Honduras) en donde permaneció un año. Luego en 2006 pasó al Hispano Fútbol Club y allí permaneció durante más de dos años, para luego recalar en el Club Deportivo Motagua donde fue figura y titular indiscutible.
En diciembre de 2010 fue fichado por el Club Deportivo Vida con un contrato por seis meses. Debutó el 15 de enero de 2011, en la victoria 1-0 frente a Real España. Para el siguiente torneo es fichado por el Club Deportivo Olimpia por un periodo de dos años y debutó de manera oficial en la derrota 3-1 frente al Santos Laguna de México por la Concacaf Liga Campeones 2011-12.
El 24 de junio de 2015 fue anunciado como nuevo jugador del Juticalpa Fútbol Club. El 23 de noviembre de 2015 fue presentado como nuevo refuerzo de la Máquina del Real España de cara al Clausura 2016. Jugó su partido número 400 en Liga Nacional el 31 de marzo de 2018 con la camisa del Vida contra Honduras Progreso.

## Selección nacional
Ha sido internacional con la Selección de fútbol de Honduras en siete ocasiones. Su primera aparición fue en un amistoso contra El Salvador en 2010.
El 29 de agosto de 2014 se anunció que Portillo había sido convocado para disputar la Copa Centroamericana 2014 con Honduras.

### Participaciones en Copa Centroamericana
| Copa Centroamericana      | Sede           | Resultado    |
| ------------------------- | -------------- | ------------ |
| Copa Centroamericana 2014 | Estados Unidos | Quinto Lugar |

### Participaciones en Copa de Oro
| Copa de Oro      | Sede           | Resultado   |
| ---------------- | -------------- | ----------- |
| Copa de Oro 2011 | Estados Unidos | Semifinales |

## Clubes
| Club           | País     | Año         |
| -------------- | -------- | ----------- |
| Valencia       | Honduras | 2005 - 2006 |
| Hispano        | Honduras | 2006 - 2008 |
| Motagua        | Honduras | 2009 - 2010 |
| Vida           | Honduras | 2011        |
| Olimpia        | Honduras | 2011 - 2015 |
| Juticalpa F.C. | Honduras | 2015        |
| Real España    | Honduras | 2016        |
| Vida           | Honduras | 2017 - 2020 |
| Olimpia        | Honduras | 2020 - 2022 |

## Palmarés

### Campeonatos nacionales
| Título                    | Club    | País     | Año           |
| ------------------------- | ------- | -------- | ------------- |
| Liga Nacional de Honduras | Olimpia | Honduras | Apertura 2011 |
| Liga Nacional de Honduras | Olimpia | Honduras | Clausura 2012 |
| Liga Nacional de Honduras | Olimpia | Honduras | Apertura 2012 |
| Liga Nacional de Honduras | Olimpia | Honduras | Clausura 2013 |
| Liga Nacional de Honduras | Olimpia | Honduras | Clausura 2014 |
| Liga Nacional de Honduras | Olimpia | Honduras | Apertura 2020 |
| Liga Nacional de Honduras | Olimpia | Honduras | 2021          |